# 丈六寺 (豊後大野市)
丈六寺（じょうろくじ）は、大分県豊後大野市三重町秋葉（豊後国大野郡秋葉村、大野郡三重町秋葉）にある臨済宗妙心寺派の寺院である。山号は紫金山。

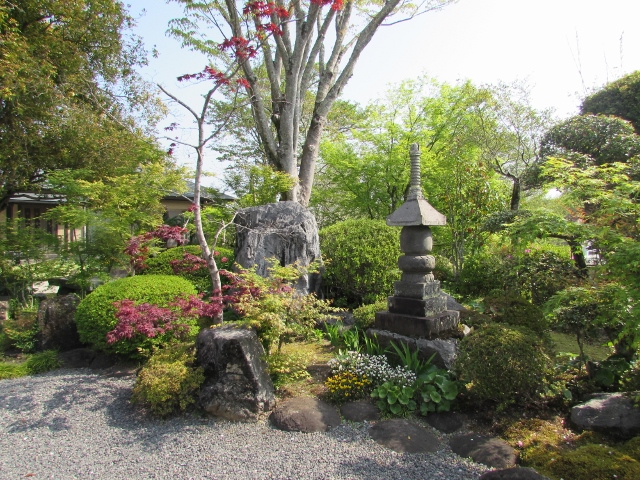
庭の様子

## 沿革
鎌倉時代末期に創建されたと考えられている。当初の名称は極楽寺。天正年間（1573年 - 1593年）の島津軍の豊後侵攻（豊薩合戦）により丈六仏を消失。
1628年に實伝和尚が創建し、1663年に別峰和尚が臼杵月桂寺（臼杵市二王座淸光山月桂禪寺）の4世大安和尚を勧請開山として招いた。

## 伽藍
現在の主な伽藍は、本堂・庫裏・三門・鐘楼の4つ。納骨堂は本堂内部に、永代供養塔は合葬形式で鐘楼横に設置されている。

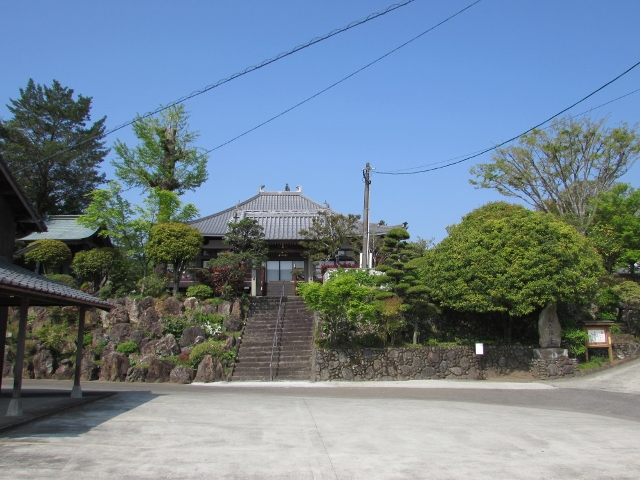
三門下からの全景

## 行事
年4回の全体行事が行われている
- 3月 - 春季彼岸会
- 8月 - 施餓鬼会
- 9月 - 秋季彼岸会
- 12月 - 成道会

### 坐禅会
- 毎月第2日曜日を中心に午前7時から行われる。約30分間の坐禅の後、抹茶・住職法話が行われる[3]。

## アクセス
- 鉄道 - JR九州豊肥本線三重町駅より徒歩20分[4]。
- バス - 大分バス 三重総合高校前より徒歩5分、ごりょう神社前より徒歩3分[4]。